# ハナフェ
ハナフェ（一つの会または、一會、韓国語: 하나회、漢字: 壹會）は、朴正煕時代（1961年5月16日 - 1979年10月26日）の大韓民国において、全斗煥（後の第11・12代韓国大統領、陸軍士官学校（陸士）第11期生）が、朴正熙の黙認の下、盧泰愚（後の第13代韓国大統領）や鄭鎬溶などの同期である陸士11期生と共に、陸士卒業生のうち主として嶺南出身の優秀な将校を糾合して結成した軍内私組織である。
名前は「太陽（＝朴正煕）のため、祖国のための一つの心を持とう」という意味から作られたとされる。

## 概要
5・16軍事クーデターで政権を奪取した朴正熙は、軍の統制に細かく配慮した。元将軍たちにはたっぷりと生活費を補助して不満を宥めた。予備役将軍は大使、国営企業長などに天下りさせた。退役した将校らを行政府、国営企業などに配置した。若手将校に対しては正規陸軍士官学校が初めて4年制となった第11期生の卒業生のうち、嶺南出身の全斗煥、盧泰愚などに特に目をかけ、腹心に育てた。
そのような状況の中、朴正煕の後ろ盾がついていた全斗煥は、陸士の同窓会である北極星会の主導権を握るべく、1964年に私組織を結成した。これが「ハナフェ」で、ハナフェは朴政権の軍部内親衛グループとなる。北極星会の主導権を握ろうとしていた組織としては他に「青竹会」という組織があるが、こちらの会員が主に陸士の優等生たちで陸士教授や国防部勤務者が多く、野戦将校を忌避し、ソウルあるいは北朝鮮から逃げてきた者たちの子孫が多かったのに対し、ハナフェの場合は会員の殆どが野戦将校で運動を好んでおり、陸士での成績は中位で慶尚道出身者が中心という違いがあった。ハナフェと青竹会の勢力争いは最終的に数的に優勢だった上に、リーダーである全斗煥に朴正煕の後ろ盾があったことからハナフェが勝利を収めた。
ハナフェ・メンバーは互いに気脈を通じて首都警備司令部、保安司令部、特戦司令部、大統領警護室、西部戦線の各師団など要職を仲間同士でたらい回しし、その昇進の優先度も保証されていた。しかし、1973年の尹必鏞事件の捜査過程において、陸軍保安司令官の姜昌成は尹将軍が管理していたハナフェを摘発し、全斗煥がハナフェの実質的リーダーであることを明らかにした。ハナフェは軍内部に強固な基盤を作るべく、一般会員は自分と連絡を取る数人しか知らず、全体を把握しているのは一部のリーダーだけという点組織として維持する方針を取っており、陸士の出身期ごとに一定数の会員を入れ、その中心は慶尚道出身者で固めていたのだが、それらを管理するゴッドファーザーの役割を果たしていたのが尹将軍だったのである。
朴正煕はこの時ハナフェの存在を初めて知ったと思われるが、ハナフェを通じて軍内部の動向を把握してクーデターを防止しようとするためにハナフェの解体は望まず、それを知らなかった姜昌成はハナフェの捜査を進めて全斗煥を排除しようとするも、逆に保安司令官の職を解任されて左遷させられてしまった。結局、尹必鏞事件は単なる軍内部の不正事件として集結し、判決文のどこにもハナフェの名前はなかった。なお、尹将軍と近かったハナフェ・メンバーは退役処分となり、ハナフェ内の全斗煥の地位が高まることとなる。
1979年10月26日に朴正熙大統領が暗殺され、同年12月6日に崔圭夏が大統領に選出されると、同年12月12日晩に全斗煥を中心としたハナフェとその後援者は粛軍クーデターを決行した。粛軍クーデター後、軍首脳はハナフェとその後援者で固められ、以降ハナフェは「新軍部」の中核となる。全斗煥は朴正熙による1961年のクーデターのシナリオそっくりになぞり、まずお手盛りで1980年8月までの9か月の間に中将、大将と2階級昇進した。次に1980年5月17日、学生デモを口実に非常戒厳令を拡大し、これに抵抗する光州市民の民主化決起を武力で鎮圧した（光州事件）。
そして、リーダーである全斗煥は軍を退役し、1980年8月27日に第11代大統領に就任した。全斗煥は、大統領後継者に同じくハナフェ・メンバーである盧泰愚を選び、盧泰愚は1987年12月16日の大統領選挙において当選し、翌1988年2月25日に第13代大統領として就任した。引き続きハナフェは存続したものの、全斗煥が盧泰愚政権への影響力を残そうとしたため、それを排除しようとした盧泰愚との間で勢力争いが発生し、ハナフェは相対的に弱体化することとなる。
結局、盧泰愚は嶺南軍閥の幕引き役となったとされる。1993年2月に大統領に就任した金泳三はクーデターを予防するためにまず軍閥解体に着手し、ハナフェは解体されてメンバーは昇級から外され、姿を消したとされる。当時、一部軍将校はメディアに武臣政権の例まで取り上げ、粛清作業に反発気流を見せたが、金泳三大統領は任期序盤の高い支持率を背景に「犬が吠えても電車は走る」という特有の原色的な毒説を吐き、クーデターで失墜した軍の名誉を取り戻すとして改革に拍車をかけた。

## アルジャの会
金泳三政権によるハナフェの解体以降、韓国軍内の私組織は消滅したものと思われていたが、2016年12月、同年10月に表面化した崔順実ゲート事件を調査する国会の特別公聴会において、「アルジャの会（알자회）」と呼ばれる軍内私組織への言及があった。アルザの会はハナフェと同じく陸士卒業生で構成される組織であり、1976年に結成された後、陸士34期生から43期生まで各期ごとに12人、計120人のメンバーが加入した。
ハナフェ解体時にその存在も発覚し、メンバーには謹慎と昇給制限の処分が科されたが、完全には解体されなかった可能性が指摘されており、2014年10月にメンバーの一人とされる趙顕千中将（陸士38期生）が国軍機務司令官に任命された。また、先述した崔順実ゲート事件の特別公聴会では、航空作戦司令官の張京錫中将（陸士39期生）、特殊戦司令官の趙鍾卨中将（陸士41期生）などもメンバーであったとされている。なお、国防部は特別委員会が開かれた12月、「アルジャの会は1992年に解散しており、その際に関係者に対して昇給や役職制限などの処分が行われた」「現在アルジャ会のメンバーで現役なのは極僅かであるが、彼等に対し処分も行われており、その後の昇給については適法な手続きによって行われた」という公式見解を発表している。

## 主なメンバー
- 全斗煥 - 第11・12代韓国大統領。軍時代は首都警備司令部第30警備大隊長、特殊戦司令部第1空輸特戦旅団長、大統領警護室作戦次長補、第1師団長、国軍保安司令官及び大韓民国中央情報部長代理、国家保衛非常対策委員会常任委員長などを歴任。
- 盧泰愚 - 第13代韓国大統領。軍時代は特殊戦司令部第9空輸特戦旅団長、大統領警護室作戦次長補、第9師団長、首都警備司令官、国軍保安司令官などを歴任。
- 孫永吉（朝鮮語版） - 全斗煥・盧泰愚の同期。軍時代は首都警備司令部参謀長及び同司令部副司令官を歴任したが、尹必鏞事件（朝鮮語版）に巻き込まれて有罪判決を受けて予備役編入させられる。
- 金復東 - 第14・15代国会議員。軍時代は第5師団長、陸軍士官学校校長などを歴任。 全斗煥・盧泰愚の同期で盧泰愚の妻・金玉淑の兄。
- 鄭鎬溶 - 全斗煥・盧泰愚の同期で、全斗煥政権下の内務部長官、国防部長官、第13・14代国会議員。軍時代は第50歩兵師団長、特殊戦司令官、第3軍司令官、陸軍参謀総長（第25代）などを歴任。
- 張世東 - 全斗煥政権下の韓国大統領府警護室長、国家安全企画部長。軍時代は首都警備司令部第30警備大隊作戦参謀、同司令部第30警備団長、第3空輸特戦旅団長などを歴任。
- 朴煕道（朝鮮語版） - 陸軍参謀総長（第26代）。第1空輸特戦旅団長、特殊戦司令官、第3軍司令官などを歴任。
- 崔世昌（朝鮮語版） - 盧泰愚政権下の国防部長官。軍時代は第3空輸特戦旅団長、首都防衛司令官、第1軍団長、陸軍参謀次長、合同参謀本部議長などを歴任。
- 李鍾九（朝鮮語版） - 盧泰愚政権下の国防部長官。軍時代は首都警備司令官→首都防衛司令官、国軍保安司令官、第2軍司令官、陸軍参謀総長（第27代）を歴任。しかし国防部長官時代、全斗煥と盧泰愚の勢力争いもあり、国防改革を巡って李鎮三と激しく対立した末に共倒れする形で退任する。
- 李鎮三（朝鮮語版） - 盧泰愚政権下の体育青少年部長官、第18代国会議員。軍時代は特殊戦司令部参謀長、第9空輸特戦旅団長、第21歩兵師団長、陸軍情報司令官、第3軍団長、第1軍司令官、陸軍参謀総長（第28代）を歴任するが、参謀総長時代に国防部長官の李鍾九とハナフェ内部の勢力争いや国防改革を巡って激しく対立し、共倒れする形で退任した。
- 許和平 - 全斗煥政権初期の大統領秘書室補佐官、大統領政務第1首席秘書官、第14・15代国会議員。軍時代は保安司令部秘書室長などを歴任。
- 許三守 - 全斗煥政権初期の大統領司正首席秘書官、第14代国会議員。軍時代は保安司令部人事処長、戒厳司令部合同捜査本部総務局長、中央情報部長特別補佐官、国家保衛立法会議社会浄化分科委員会幹事などを歴任。

## 韓国軍閥の系譜
- 1945年12月　軍事英語学校（軍英）開校
- 1946年1月　南朝鮮国防警備隊創設
- 1946年4月　軍事英語学校（軍英）廃止
- 1946年5月 国防警備士官学校（警備士）開校（1期から6期）
- 1948年9月　国防警備士官学校から韓国陸軍士官学校（陸士）に改称（7期から10期）
- 1951年12月　韓国陸軍士官学校正規4年制課程（正規陸士）開始[19](11期-）